# ニブンノイチ/INFINITY
「ニブンノイチ/INFINITY」（ニブンノイチ/インフィニティ）は、BACK-ONの12枚目のシングル。2013年11月6日にcutting edgeから発売された。

## 収録曲
1. ニブンノイチ [3:07]
テレビ東京系アニメ『ガンダムビルドファイターズ』のオープニングテーマ。
2. INFINITY [3:21]
PS VITA版『ガンダムブレイカー』のオープニングテーマ。
3. ニブンノイチ 〜instrumental〜 [3:07]
4. INFINITY 〜instrumental〜 [3:07]

## 収録アルバム
1. ニブンノイチ
  - 『RELOAD』
  - 『AWESOME BEST』
  - 『ガンダムビルドファイターズオリジナルサウンドトラック』
  - 『「ガンダムビルドシリーズ」10周年 BEST Collection』
2. INFINITY
  - 『RELOAD』
  - 『AWESOME BEST』